# ZZ Близнецов
ZZ Близнецов (лат. ZZ Geminorum), HD 44653 — одиночная переменная звезда в созвездии Близнецов на расстоянии приблизительно 4350 световых лет (около 1335 парсек) от Солнца. Видимая звёздная величина звезды — от +16m до +12,4m.
Открыта Фрэнком Элмором Россом в 1925 году.

## Характеристики
ZZ Близнецов — красный гигант, углеродная бедная железом мирида (M) c периодом пульсации 318,33 суток спектрального класса C5,3e(Ne) (либо Nb). Радиус — около 104,17 солнечных, светимость — около 1168,922 солнечных. Эффективная температура — около 3307 К. Вектор движения направлен в сторону, противоположную галактическому центру.